# 中心渔港经济区
中心渔港经济区，原为天津市滨海新区内毗邻中新天津生态城的冷链物流与水产品加工产业聚集区和游艇经济区，总规划面积18平方公里。
2014年1月，根据天津市委、市政府批复《深化滨海新区管理体制改革总体方案》，滨海旅游区100平方公里和中心渔港经济区18平方公里并入中新天津生态城管理范围。